# Engelsbrand
Engelsbrand település Németországban, azon belül Baden-Württembergben. Lakosainak száma 4525 fő (2023. december 31.).

## Népesség
A település népessége az elmúlt években az alábbi módon változott:
| Lakosok száma | 2073 | 2827 | 3400 | 3926 | 3837 | 4207 | 4285 | 4325 | 4246 | 4525 |
|               | 1961 | 1967 | 1974 | 1980 | 1987 | 1993 | 2000 | 2006 | 2013 | 2023 |